# Santa Bárbara (ort i Spanien, Katalonien)
Santa Bárbara är en ort i Spanien.   Den ligger i provinsen Província de Tarragona och regionen Katalonien, i den östra delen av landet, 400 km öster om huvudstaden Madrid. Santa Bárbara ligger 82 meter över havet och antalet invånare är 3 689.
Terrängen runt Santa Bárbara är platt åt nordväst, men åt sydost är den kuperad.Runt Santa Bárbara är det ganska tätbefolkat, med 166 invånare per kvadratkilometer. Närmaste större samhälle är Amposta, 7,2 km öster om Santa Bárbara. Trakten runt Santa Bárbara består till största delen av jordbruksmark.